# 画墁集
画墁集，宋人张舜民所著诗集，共八卷。

## 作者简介
张舜民，字芸叟，邠州人，进士及第，自号浮休居士，又号矴斋，妻子是陈师道的姐姐。

## 作品简介
画墁集八卷，是北宋张舜民的诗集。晁公武说张舜民刻意于诗，自序说，耳顺之年后，方敢谈诗。白骨似沙沙似雪，將軍休上望鄉台”之句，尚还可玩。宋诗纪事卷二十四有载。

## 通行版本
- 永乐大典本
- 四库全书本